# چال تپه حمیل‌آباد
چال تپه حمیل آباد مربوط به دوره اشکانیان - دوره ساسانیان است و در شهرستان تویسرکان، بخش قلقل رود، روستای میانده واقع شده و این اثر در تاریخ ۲۴ اسفند ۱۳۸۳ با شمارهٔ ثبت ۱۱۴۲۳ به‌عنوان یکی از آثار ملی ایران به ثبت رسیده است.